# Pałac w Lisewie
Pałac w Lisewie – pałac znajdujący się w Lisewie w powiecie konińskim.

## Historia
Pierwszym właścicielem dóbr Lisewskich był Oswald z Lisewa herbu Pomian (ok. 1414). Od 1515 właścicielami stali się Tomiccy (herbu Łodzia). Przy majątku działała parafia Świętej Marii Magdaleny wraz z kościołem. W okresie reformacji kościół i pałac były ośrodkiem protestanckim. Od 1611 majątek powrócił do właścicieli katolickich. W 1812 grunty kościelne dawnej parafii złączono z dworskimi. Około połowy XIX wieku dobra lisewskie kupili Władysław (herbu Poraj, sędzia pokoju) oraz Celina Cecylia z Wenserskich Przyłubscy i zbudowali obecny pałac. W 1912, po śmierci Celiny Przyłubskiej, majątek nabyła poetka i pisarka Maria Leszczyńska (herbu Belina, krewna). W 1915 wyszła za mąż za Zygmunta Mittelstaedta (właściciela Radwańczewa). W 1937 majątek miał 582 morgi w obrębach wsi: Gawrony, Przyłubie, Celinowo, Kolonia Lisewska, Kijowiec, Mielnica Duża i Kobylanki. Po II wojnie światowej Leszczyńska zamieszkała w Wojniczu, gdzie zmarła w 1974, a jej jedyny syn (Karol, ur. 1916) wyemigrował tuż po wojnie do Wenezueli. Majątek rozparcelowano w 1945. Pałac mieścił najpierw szkołę podstawową, potem średnią (rolniczą), a w końcu mieszkania. Spłonął w 1988, ale już wcześniej był zdewastowany. W 2002 obiekt zakupili Ewa i Grzegorz Cieślarscy, którzy zaadaptowali go wraz z otoczeniem na kompleks restauracyjno-hotelowy (część pozostała w rękach Skarbu Państwa).

## Otoczenie
Pałac otacza park, którego cennym elementem jest aleja grabowa.